# Derolathrus insularis
Derolathrus insularis is een keversoort uit de familie Jacobsoniidae. De wetenschappelijke naam van de soort is voor het eerst geldig gepubliceerd in 1973 door Dajoz.